# John Griffith Wray
John Griffith Wray (Minneapolis, 30 de agosto de 1881 — Los Angeles,15 de julho de 1929) foi um ator norte-americano e diretor, que mais tarde tornou-se um famoso diretor de cinema mudo de Hollywood. Trabalhou em 19 filmes entre 1913 e 1929, que inclui Anna Christie (1923) e Human Wreckage (1923), história de Dorothy Davenport sobre o vício de drogas e a morte do seu marido, o Wallace Reid.

## Biografia
Wray nasceu em Minneapolis, Minnesota e faleceu em Los Angeles, Califórnia. Em 1912, Wray era um ator principal e diretor de palco com a turnê havaiana de um ano de World's Fair Stock Company. Casou-se com a atriz Virginia Brissac em Santa Ana, Califórnia, em 29 de junho de 1915 (divorciados em 1927) e tornou-se o padrasto do roteirista Ardel Wray. Menos de um ano antes de sua morte, Wray casou-se com Bradley King, um roteirista de Hollywood.